# Nowra, New South Wales
Nowra là một thành phố ở khu vực South Coast của New South Wales, Australia. Cách 125 km (78 dặm) SSW và khoảng 160 km (99 dặm) bằng đường bộ về phía nam của thành phố Sydney.

## Địa lý

### Khí hậu
Nowra có khí hậu cận nhiệt đới ẩm (Cfa) theo phân loại khí hậu Köppen.
| Dữ liệu khí hậu của Nowra                 | Dữ liệu khí hậu của Nowra | Dữ liệu khí hậu của Nowra | Dữ liệu khí hậu của Nowra | Dữ liệu khí hậu của Nowra | Dữ liệu khí hậu của Nowra | Dữ liệu khí hậu của Nowra | Dữ liệu khí hậu của Nowra | Dữ liệu khí hậu của Nowra | Dữ liệu khí hậu của Nowra | Dữ liệu khí hậu của Nowra | Dữ liệu khí hậu của Nowra | Dữ liệu khí hậu của Nowra | Dữ liệu khí hậu của Nowra |
| Tháng                                     | 1                         | 2                         | 3                         | 4                         | 5                         | 6                         | 7                         | 8                         | 9                         | 10                        | 11                        | 12                        | Năm                       |
| ----------------------------------------- | ------------------------- | ------------------------- | ------------------------- | ------------------------- | ------------------------- | ------------------------- | ------------------------- | ------------------------- | ------------------------- | ------------------------- | ------------------------- | ------------------------- | ------------------------- |
| Cao kỉ lục °C (°F)                        | 45.1 (113.2)              | 40.5 (104.9)              | 37.6 (99.7)               | 34.6 (94.3)               | 27.4 (81.3)               | 23.3 (73.9)               | 24.7 (76.5)               | 26.6 (79.9)               | 33.2 (91.8)               | 37.1 (98.8)               | 41.2 (106.2)              | 43.0 (109.4)              | 45.1 (113.2)              |
| Trung bình ngày tối đa °C (°F)            | 27.6 (81.7)               | 26.3 (79.3)               | 25.2 (77.4)               | 22.7 (72.9)               | 19.6 (67.3)               | 16.9 (62.4)               | 16.6 (61.9)               | 18.2 (64.8)               | 21.1 (70.0)               | 23.2 (73.8)               | 24.7 (76.5)               | 25.9 (78.6)               | 22.3 (72.1)               |
| Tối thiểu trung bình ngày °C (°F)         | 16.5 (61.7)               | 16.7 (62.1)               | 15.1 (59.2)               | 12.3 (54.1)               | 9.2 (48.6)                | 7.8 (46.0)                | 6.6 (43.9)                | 6.8 (44.2)                | 8.8 (47.8)                | 10.6 (51.1)               | 13.5 (56.3)               | 14.8 (58.6)               | 11.6 (52.9)               |
| Thấp kỉ lục °C (°F)                       | 8.6 (47.5)                | 9.5 (49.1)                | 7.7 (45.9)                | 3.7 (38.7)                | 3.0 (37.4)                | 2.5 (36.5)                | −0.5 (31.1)               | −0.9 (30.4)               | 2.5 (36.5)                | 2.7 (36.9)                | 5.7 (42.3)                | 7.4 (45.3)                | −0.9 (30.4)               |
| Lượng mưa trung bình mm (inches)          | 65.8 (2.59)               | 132.6 (5.22)              | 98.6 (3.88)               | 67.9 (2.67)               | 52.5 (2.07)               | 121.4 (4.78)              | 64.7 (2.55)               | 72.7 (2.86)               | 42.5 (1.67)               | 66.7 (2.63)               | 72.2 (2.84)               | 79.9 (3.15)               | 901.5 (35.49)             |
| Số ngày mưa trung bình                    | 10.8                      | 11.8                      | 12.4                      | 12.1                      | 9.2                       | 11.9                      | 10.0                      | 8.1                       | 8.9                       | 9.7                       | 12.1                      | 10.5                      | 127.5                     |
| Độ ẩm tương đối trung bình buổi chiều (%) | 57                        | 63                        | 59                        | 57                        | 55                        | 56                        | 53                        | 46                        | 47                        | 52                        | 56                        | 55                        | 55                        |
| Nguồn: Cục Khí tượng Úc                   |                           |                           |                           |                           |                           |                           |                           |                           |                           |                           |                           |                           |                           |